# Рябиновка (Гурьевский район)
Рябиновка (до 1946 года Гросс Раум) — посёлок в Гурьевском городском округе Калининградской области. В посёлке находится одноимённая железнодорожная станция на линии Калининград—Зеленоградск. Входит в состав Храбровского сельского поселения.

## История
В начале XX века была продолжена узкоколейная железная дорога от Гросс Раум до станции Повундена.
В 1946 году Гросс Раум получил новое название — поселок Рябиновка.

## Население
| 2002 | 2010 |
| ---- | ---- |
| 628  | ↘574 |